# James T. Tanner
James Taylor (Jim) Tanner (* 6. März 1914 in Homer, New York; † 21. Januar 1991 in Knoxville, Tennessee) war ein US-amerikanischer Ornithologe. Sein Forschungsinteresse galt dem Elfenbeinspecht (Campephilus principalis).

## Leben
Als aktiver Vogelbeobachter begann Tanner ein Studium am Cornell Lab of Ornithology und belegte Kurse bei Arthur A. Allen, dem Gründer des Labors. Eine Spezies, an deren Erforschung Allen besonders interessiert war, war der seltene und schwer fassbare Elfenbeinspecht. 1924 konnten Allen und seine Frau ein Paar von ihnen in Florida beobachten. Als Sichtungen von Elfenbeinspechten in Louisiana im Jahr 1932 bekannt wurden, fasste Allen den Entschluss, eine große Expedition quer durch die USA durchzuführen,  um die Geräusche und Fotografien von häufigen und seltenen Vögeln aufzunehmen – darunter auch den Elfenbeinspecht. Begleitet wurde er von dem Künstler und Vogelkundler, George Miksch Sutton, dem Tontechniker Paul Kellogg und von Tanner, der gerade seinen Master-Abschluss gemacht hatte.
Als das Team im Februar 1935 von Ithaca abreiste, war eines der Ziele ein Gebiet, das sich im Besitz der Singer Sewing Machine Company in Louisiana befand. Dieser urwüchsige Wald und das Sumpfgebiet am Flussboden war vielleicht eines der letzten verbliebenen Gebiete mit Urwald in den Vereinigten Staaten. Der Singer Tract war im Wesentlichen der letzte Lebensraum des nordamerikanischen Elfenbeinspechts, und vieles von dem, was heute über diese Art bekannt ist, stammt aus den Aufzeichnungen von Tanner.
Im Jahr 1937 erhielt Tanner ein dreijähriges Stipendium, für seine Forschung über den Elfenbeinspecht. Seine Aufgabe war es, den Vogel zu studieren und einen Plan zum Schutz der Art zu entwerfen. Während seiner Studien wurde Jim Tanner 1938 die einzige bekannte Person, die jemals einen Elfenbeinspecht beringt hatte. In einer Höhe von 18 Metern in einem Rot-Ahorn ergriff Tanner die Gelegenheit, einen Nestling in seiner Schlafhöhle zu beringen, als die Eltern auf Nahrungssuche waren. Nachdem er das Jungtier schnell beringt und zurück in die Schlafhöhle gesetzt hatte, sprang es aus der Höhle und flatterte unbeholfen zu Boden. Mit der Hilfe von J. J. Kuhn, dem staatlichen Wildhüter für den Singer Tract, gelang es Tanner, eine Reihe Fotos von dem Nestling zu machen, den sie Sonny Boy nannten, bevor er ihn in sein Taschentuch wickelte, es in sein Hemd stopfte und den Vogel behutsam zu seinem Schlafplatz zurückbrachte. Die Fotos, die während dieser Aktion entstanden, waren die letzten, die vom nordamerikanischen Elfenbeinspecht geschossen wurden.
Obwohl Tanner den Elfenbeinspecht nur in Louisiana gesehen hatte, schätzte er, dass noch etwa zwölf Paare von Elfenbeinspechten in den Vereinigten Staaten existieren könnten, einschließlich ausgewählter Gebiete in Florida und South Carolina. In der Zwischenzeit ging der kommerzielle Holzeinschlag im gesamten Süden mit enormer Geschwindigkeit weiter und der Singer Tract war keine Ausnahme. Die Bemühungen der National Audubon Society, von Richard H. Pough (später ein Mitbegründer der Organisation The Nature Conservancy), Tanner und anderen, den Singer Tract als Nationalpark zu schützen, waren eine große Herausforderung. 1946 schlug Tanner in einem Brief an Pough die Region am White River in Arkansas als idealen Lebensraum für den Elfenbeinspecht vor, ein Gebiet ganz in der Nähe des Cache River National Wildlife Refuge, wo es 2004 neue Lebenszeichen vom Elfenbeinspecht gegeben haben soll.
1940 verteidigte Tanner seine Doktorarbeit mit dem Titel Life History and Ecology of the Ivory- billed Woodpecker, basierend auf einer 21-monatigen Feldarbeit im großen Singer Tract im Nordosten Louisianas. Sie wurde 1942 als Research Report #1 der National Audubon Society und später in Buchform unter dem Titel The Ivory-billed Woodpecker beim Verlag Dover veröffentlicht. Viele Jahre später unternahm Tanner Suchen nach dem Kaiserspecht in fast unzugängliche Gebiete in Nordmexiko, die jedoch fehlschlugen.
Tanner lehrte ab 1940 an der East Tennessee State University, bevor er während des Zweiten Weltkriegs in der United States Navy diente und den Dienstgrad eines Lieutenant Commanders erreichte. 1941 heiratete er Nancy Burnham Sheedy (1917–2013). Von 1947 bis zu seiner Pensionierung im Jahr 1979 war er Professor an der University of Tennessee. Er gründete dort das Ökologieprogramm und betreute mehr als 50 Diplomarbeiten und Dissertationen in Zusammenarbeit mit sieben Universitätsinstituten und der Ökologieabteilung des Oak Ridge National Laboratory. Seit 1940 war Tanner ein Mitglied der Tennessee Ornithological Society und diente als Herausgeber der Zeitschrift Migrant (1947–1955), als Vorsitzender des Bezirks (1971–1973) und als Kurator (ab 1974). Er war einer der ersten Preisträger des Distinguished Service Award der Gesellschaft. Tanner leistete umfangreiche Feldarbeit, die Kooperationsprojekte mit dem Knoxville Chapter, dem staatlichen Atlas und dem United States Fish and Wildlife Service umfasste. Er war auch für die Vergabe von Stipendien an Doktoranden der Great Smoky Mountain Conservation Association zuständig. Er veröffentlichte über 50 Artikel in Fachzeitschriften und im Audubon Magazine. Sein Guide to the Study of Animal Populations wurde von der University of Tennessee Press veröffentlicht.